# Ernst von Pfuel
Ernst Heinrich Adolf von Pfuel (3 de novembro de 1779 — 3 de dezembro de 1866) foi um general-de-infantaria prussiano, reformista dos esportes militares, comandante-em-chefe do setor prussiano de Paris (1814-1815), governador de Berlim, governador do cantão de Neuchâtel, ministro da guerra de 7 de setembro de 1848 a 2 de novembro de 1848 e primeiro-ministro da Prússia em 1848.